# Kruiteiland
Het Kruiteiland was een eiland in de monding van de Oude Maas, op de kruising met de Nieuwe Maas, het Scheur en de Botlek. Op het eiland was de Kruithaven gevestigd, waar schepen hun kruit achter moesten laten, alvorens ze verder mochten richting Rotterdam.
Oorspronkelijk was het het meest oostelijke punt van het eiland Rozenburg en stond het bekend als 'de Punt', maar het kwam na de jaren '30 los te liggen na het graven van de Westgeul. Na het dichtslibben van de Noordgeul begin jaren '60, kwam het vast te liggen aan de Vondelingenplaat. In 1966 werd het eiland volledig afgegraven.
In 1949 werd het Nationaal Zeeverkennerskamp op het Kruiteiland georganiseerd. Het fungeerde als een generale repetitie voor het eerste Nationaal Waterkamp (nawaka) een jaar later.